# Farská skala
Farská skala je přírodní památka v oblasti Slovenský ráj.
Nachází se v katastrálním území obce Chrasť nad Hornádom v okrese Spišská Nová Ves v Košickém kraji. Území bylo vyhlášeno či novelizováno v roce 1990 na rozloze 0,5866 ha. Ochranné pásmo nebylo stanoveno.

## Předmět ochrany
Předmětem ochrany je skalní stěna se šikmým zvrstvením, tvořená slepenci a pískovci z období paleogénu (starší třetihory). Geologická lokalita je ukázkou sedimentárního prostředí, vzniklého v paleogénu v údolí Hornádu.